# Castell Vermell
El Castell Vermell està ubicat al terme municipal d'Ibi, a la comarca de l'Alcoià, al País Valencià. S'ubica al cim d'un puig aïllat (800 m), al costat del nucli urbà. És un Bé d'Interés Cultural.
És d'origen islàmic, encara que ha patit reformes i modificacions posteriors, una d'elles per a incloure l'Ermita de Santa Llúcia dins del recinte, la construcció de la qual va transformar les estructures de l'antic castell, que era de planta quadrangular. Entre els pocs elements originals hi ha alguns trams del mur de tàpia i l'aljub.